# Брзе године
„Брзе године“ је југословенски филм из 1973. године. Режирао га је Владимир Андрић, а сценарио је писао Кевин Лафан.

## Улоге
| Глумац            | Улога |
| ----------------- | ----- |
| Александар Берчек |       |
| Радмила Ђурђевић  |       |
| Данило Лазовић    |       |
| Ирфан Менсур      |       |
| Огњанка Огњановић |       |